# Неглинка (река, впадает в Онежское озеро)
Негли́нка — река в Республике Карелия. Исток — Нигишламбское озеро, устье — Петрозаводская губа Онежского озера. Протекает по территории Прионежского района, а также города Петрозаводска (через районы Петрозаводска — Древлянка, Перевалка, Первомайский и Центр. Длина реки составляет 14 км, площадь водосборного бассейна — 46,1 км².
В самом устье Неглинки действовала вторая казённая пристань, построенная в 1775 году для нужд Александровского пушечно-литейного завода. В 1779 году купец Драницын построил в устье мельницу и однорамную лесопилку.
До запуска в 1935 году городского централизованного водопровода, центральная часть города снабжалась водовозами, развозившими бочками воду из Неглинского родника, славившегося своей чистотой. Родник бил на склоне, в створе нынешней улицы Герцена (бывшей Закаменской). В начале XX века родник был оборудован электронасосами, подававшими воду в специальную накопительную ёмкость, помещённую в утеплённую деревянную будку.
В 1966 году при застройке улицы Шотмана русло Неглинки было частично изменено и река спрятана в железобетонную трубу. 29 октября 1966 г. воды Неглинки пущены по новому руслу.
На берегу Неглинки (в районе парка Пятидесятилетия Пионерской Организации) в 2007 году установлена скульптура медведя.
Небольшой участок реки в районе Лесного проспекта (Древлянка) заключён в подземную трубу.

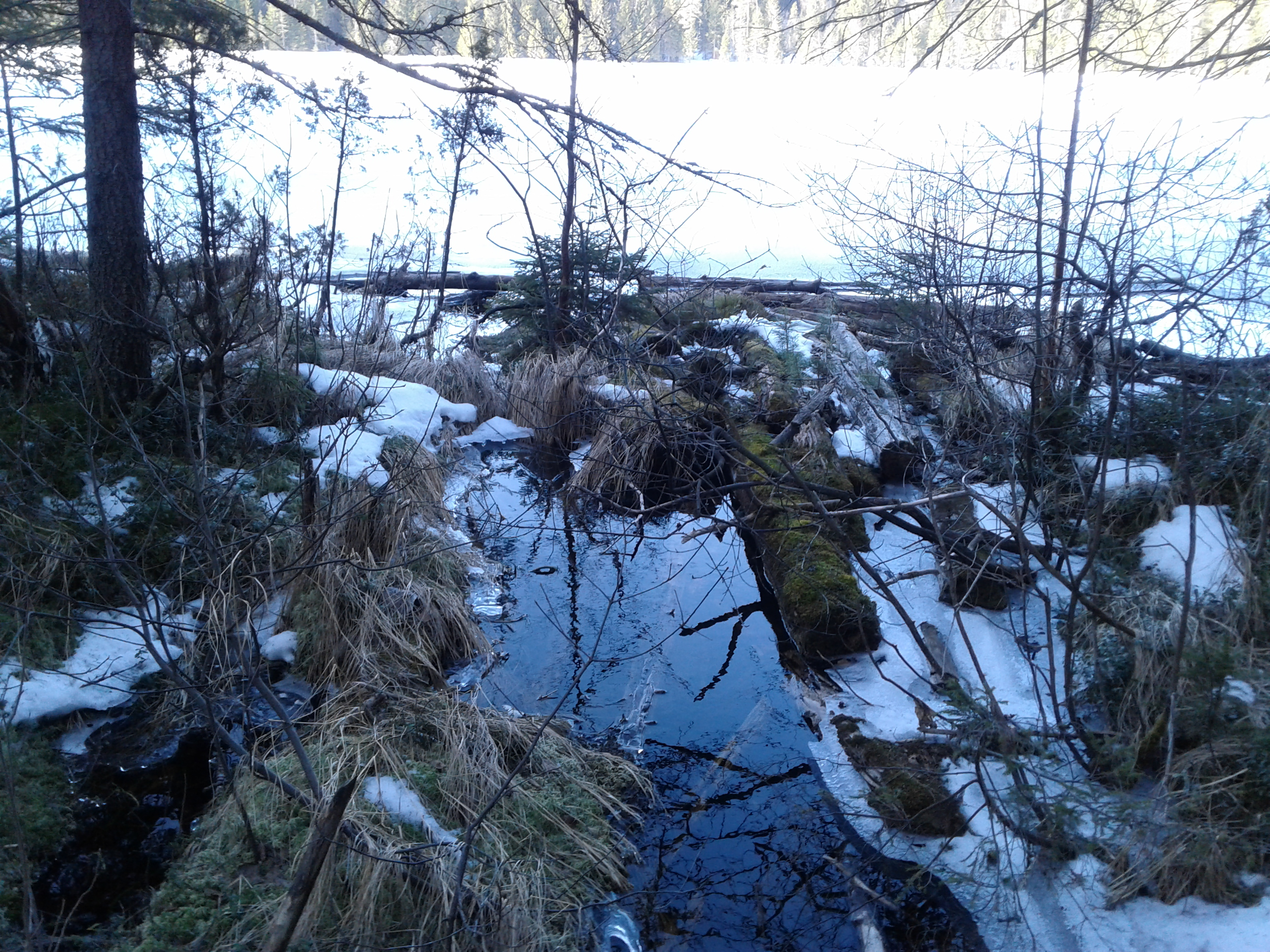
Исток реки у Нигишламбского озера
Водовозы на Неглинском роднике (1931 год)

## Данные водного реестра
По данным государственного водного реестра России относится к Балтийскому бассейновому округу, водохозяйственный участок реки — Бассейн Онежского озера без рр. Шуя, Суна, Водла и Вытегра, речной подбассейн реки — Свирь (включая реки бассейна Онежского озера). Относится к речному бассейну реки Нева (включая бассейны рек Онежского и Ладожского озера).
Код объекта в государственном водном реестре — 01040100612102000014009.